# Careしてあげて
Careしてあげて(ケア - )は、田村直美の11枚目のシングル。

## 内容
Careしてあげては雪印"Ravi"のコマーシャルソングに使用された。
日本アジア航空コマーシャルソング。

## 収録曲
1. Careしてあげて
作詞：田村直美　作曲：田村直美・石川寛門　編曲：井上龍仁・鷹羽仁
2. Calebration 〜しあわせいつも降り続きますように〜
作詞：田村直美　作曲：田村直美・石川寛門　編曲：井上龍仁・鷹羽仁
3. Careしてあげて (inst.)
4. Celebration 〜しあわせいつも降り続きますように〜(inst.)